# Cymru Premier
De Cymru Premier is de nationale voetbalcompetitie van Wales. Het bevat zowel professionele als semi-professionele clubs en staat aan de top van het Welsh voetbalsysteem. Vóór 2002 stond de competitie bekend als de League of Wales (LoW), maar veranderde de naam als onderdeel van een sponsorovereenkomst in de Welsh Premier League. De competitie is met ingang van het seizoen 2019/20 omgedoopt tot Cymru Premier.
Ieder seizoen degraderen er twee clubs rechtstreeks uit de League. De plaatsen die hierdoor vrijkomen worden ingenomen door de kampioenen van respectievelijk de Cymru North en de Cymru South. Die clubs moeten dan echter wel aan de reglementen wat betreft de faciliteiten voldoen. Is dit niet het geval dan komt de nummer twee automatisch in aanmerking voor promotie.

## Ontstaansgeschiedenis League of Wales
De oprichting van de eerste nationale voetbalcompetitie in 1992 verliep niet zonder kleerscheuren. Door de geografie van het gebied is het altijd al makkelijker geweest om van het oosten naar het westen te reizen dan van het noorden naar het zuiden, waardoor clubs automatisch op zoek gingen naar competities aan oostkant van Engeland. Clubs als Bangor City en Barry Town zijn goede voorbeelden van clubs die zich liever richtten op het spelen in Engelse competities. In het begin van de jaren 90 beval de UEFA echter dat clubs niet in een ander land aan competities deel mochten nemen. Het argument dat het Verenigd Koninkrijk één land zou zijn werd door de UEFA ongegrond verklaard, waarna besloten werd een eigen competitie in Wales op te richten. Veel van de noordelijke clubs weigerden in het begin deel te namen aan de nieuwe competitie en speelden mee in Engeland: de thuiswedstrijd op Engels grondgebied spelend. Momenteel spelen nog steeds een aantal ploegen uit Wales (te weten Cardiff City, Wrexham en Swansea City), maar die zijn wel uitgesloten van deelname aan de Welsh Cup. Dit houdt tevens in voor die clubs dat ze zich op die manier niet kunnen kwalificeren voor een Europese competitie, terwijl dat voor '92 eerder regel was dan uitzondering voor het drietal.

## Sponsoren
Van het begin af aan heeft de competitie zijn naam weten te binden met een sponsor, wat dan ook de naam van de competitie beïnvloedde:
1992-1993: Konica Peter Llewellyn Limited of Swansea (Konica League of Wales)
1993-2002: League of Wales (geen sponsor)
2002-2004: JT Hughes Mitsubishi (JT Hughes Mitsubishi Welsh Premiership)
2004-2006: Vauxhall Masterfit Retailers (Vauxhall Masterfit Retailers Welsh Premier League)
2006-2011: Principality Building Society (Principality Building Society Welsh Premier Football League)
2011-2015: CorbettSports.com (Corbett Sports Welsh Premier League)
2015-2017: Dafabet (The Dafabet Welsh Premier League)
2017-2017: JD Sports (JD Welsh Premier League)

## Kampioenen
In het eerste seizoen dat de competitie gespeeld werd ging de kampioenstitel naar Cwmbran Town, een prestatie die de ploeg sindsdien nooit meer heeft weten te herhalen. Toen een jaar later het noordelijke Bangor City echter ook deel ging nemen leverde dat twee kampioenschappen op rij op voor de ploeg en leek de ploeg onverslaanbaar. In het seizoen 1996 begon Barry Town echter aan een fenomenale reeks. In acht seizoenen pakte de ploeg zeven keer het kampioenschap en hoefde het in 2000 alleen TNS voor zich te dulden. Tegen alle verwachtingen in liep het in het jaar 2003/04 helemaal fout met de club. Door grote schulden en een falend bestuur werd vrijwel de complete selectie op straat gezet en de manager ontslagen. In de plaats daarvan werd een groot aantal amateurs binnengehaald, die het niveau van de League of Wales duidelijk niet aankonden. Datzelfde seizoen degradeerde de ploeg kansloos en is de ploeg langzaam verder weggezakt. Rhyl FC dook in het gat dat hierdoor ontstond, de drie jaar daarna weer opgevolgd door TNS/The New Saints FC waarna in 2008 Llanelli AFC de titel veroverde om in 2009 de titel weer aan Rhyl FC over te dragen. In de tien volgende seizoenen ging de titel in 2011 naar Bangor City -die hiermee hun derde titel wonnen- en de overige negen naar The New Saints, in 2019 werd de dertiende titel behaald.

### Titels per club
| Aantal | Club                 | Kampioen in:                                                                                         |
| ------ | -------------------- | --- |
| 017    | The New Saints FC    | 2000, 2005, 2006, 2007, 2010, 2012, 2013, 2014, 2015, 2016, 2017, 2018, 2019, 2022, 2023, 2024, 2025 |
| 007    | Barry Town           | 1996, 1997, 1998, 1999, 2001, 2002, 2003                                                             |
| 003    | Bangor City          | 1994, 1995, 2011                                                                                     |
| 002    | Connah's Quay Nomads | 2020, 2021                                                                                           |
| 002    | Rhyl FC              | 2004, 2009                                                                                           |
| 001    | Cwmbran Town         | 1993                                                                                                 |
| 001    | Llanelli AFC         | 2008                                                                                                 |
| 32     |                      | |

Aberystwyth Town ·
Bala Town ·
Barry Town ·
Briton Ferry Llansawel ·
Caernarfon Town ·
Cardiff Metropolitan University ·
Connah's Quay Nomads ·
Flint Town United ·
Haverfordwest County ·
Newtown ·
Pen-y-Bont ·
The New Saints